# Клан Сувон Бэк

Семейный герб/печать клана Сувон Пэк

Клан Суво́н Пэк (кор. 수원 백씨?, 水原 白氏?) — один из корейских кланов. Их понгван находится в Сувоне, провинция Кёнгидо. Согласно исследованию, проведённому в 2015 году, число членов клана Сувон Пэк составляло 354 428 человек. 
Основателем клана считается Пэк Угён (ja:白宇経, китайское имя Бай Юцзин), который в восьмом веке приехал из Китая в Силла и занял государственный пост. Его родным городом был Хуачжоу в Шэньси.

## Члены клана
Другими известными представителями клана являются:
- Пэк Чонвон (род. 4 сентября 1966) — известный шеф-повар.
- Ёнсон (용성 진종, 龍城 震鍾, 1864—1940) — корейский буддистский мастер, который помогал распространять буддизм в Корее.
- Пэк Дуджин (7 октября 1908 — 5 сентября 1993) — политик, бывший премьер-министр Южной Кореи.
- Пэк Сонёп (백선엽, 白善燁, 21 ноября 1920 — 10 июля 2020) — южнокорейский военачальник, генерал армии Республики Корея.
- Пэк Намджун (백남준; 20 июля 1932 — 29 января 2006) — американо-корейский художник, основатель видеоарта.
- Пэк Ильсоб (백일섭; 10 июня 1944) — южнокорейский актёр кино и телевидения.